# Doina Moisescu-Herivan
Doina Moisescu-Herivan (n. 18 aprilie 1944, Buzău, România – d. 10 noiembrie 2020) a fost o pictoriță română.

## Biografie
S-a născut în data de 18 aprilie 1944, în Buzău. A absolvit Liceul „B.P. Hasdeu” din Buzău în anul 1962 și Institutul de Arte Plastice „Nicolae Grigorescu” din București (promoția 1970), clasa Corneliu Baba. În 1967 a debutat la expozițiile Cenaclului studențesc „Ștefan Luchian” din sala „Kalinderu”. În 1968 a participat la expoziția organizată de revista Astra, în sălile Teatrului Dramatic din Brașov și la „Salonul artei studențești”, iar în anul următor a fost prezentă la Expoziția Republicană a Tineretului, la Sala Dalles, în București.
În perioada 1973-1986 a fost profesor de desen la Liceul „I.L. Caragiale” din Ploiești și la Liceul de Artă din același oraș. A fost prezentă cu lucrări la toate manifestările expoziționale ale Filialei județene Prahova a Uniunii Artiștilor Plastici, al cărei membru a fost din 1970 și până în 1988, când s-a transferat la București. Din anul 1990 a fost membru al U. A. P. Filiala București. A decedat la 10 noiembrie 2020.

## Creația artistică
Doina Moisescu-Herivan a realizat lucrări de pictură în ulei, majoritatea de mari dimensiuni, ce abordează genuri clasice, precum peisajul și natura statică, dar și compoziții mixte.
A organizat expoziții personale la Ploiești (1985, 2009), Giurgiu (1986), București (1985, 1996, 1999, 2009, 2013, 2015), Târgu Mureș (2005, 2006), Dej (2013). A fost prezentă cu lucrări în expoziții colective la Ploiești, Târgoviște, București, Piatra-Neamț, Buzău. A participat la expoziții internaționale din Polonia (1983), Germania (1984) și la simpozioane și tabere de creație din Polonia (1983), Târgu Mureș (1996, 1997, 1999, 2008, 2009), Israel (2007), Grecia (2010).
Lucrările se află în colecții și muzee de stat: Muzeul Județean de Artă Prahova „Ion Ionescu-Quintus”, Ministerul Culturii – București, Muzeul de Artă – Târgoviște, Muzeul de Artă – Tulcea, Muzeul de Artă – Târgu Mureș, Conservatorul de Artă Plastică – Torún, Polonia, precum si în colecții particulare din Australia, Canada, Italia, Franța, Germania, Israel, Japonia, Polonia, SUA, Turcia, România.
Doina Moisescu-Herivan a fost prezentă cu lucrări la Expoziția itinerantă „Memorial” ce a prezentat o selecție importantă de picturi și sculpturi aflate în patrimoniul prestigiosului colecționar de artă vizuală avocatul Nicolae-Ioan Vrâncean.

## Premii
- 1998 – Premiul pentru pictură, Bienala „Ion Andreescu”, Buzău 2000 – Premiul III pentru pictură, Bienala „Gh. Petrașcu”, Târgoviște
- 2000 – Premiul III pentru pictură, Bienala „Gh. Petrașcu”, Târgoviște
- 2004 – Premiul I, „Concursul de Acuarelă si Gravură – Constantin Găvanea”, Tulcea